# Bécon-les-Granits
Bécon-les-Granits és un municipi francès situat al departament de Maine i Loira i a la regió de País del Loira. L'any 2007 tenia 2.601 habitants.

## Demografia

### Població
El 2007 la població de fet de Bécon-les-Granits era de 2.601 persones. Hi havia 945 famílies de les quals 206 eren unipersonals (93 homes vivint sols i 113 dones vivint soles), 299 parelles sense fills, 358 parelles amb fills i 82 famílies monoparentals amb fills.
La població ha evolucionat segons el següent gràfic:
Habitants censats

### Habitatges
El 2007 hi havia 1.026 habitatges, 962 eren l'habitatge principal de la família, 16 eren segones residències i 49 estaven desocupats. 925 eren cases i 96 eren apartaments. Dels 962 habitatges principals, 621 estaven ocupats pels seus propietaris, 321 estaven llogats i ocupats pels llogaters i 19 estaven cedits a títol gratuït; 6 tenien una cambra, 65 en tenien dues, 138 en tenien tres, 255 en tenien quatre i 498 en tenien cinc o més. 772 habitatges disposaven pel capbaix d'una plaça de pàrquing. A 372 habitatges hi havia un automòbil i a 520 n'hi havia dos o més.

### Piràmide de població
La piràmide de població per edats i sexe el 2009 era:
| Homes | Edats   | Dones |
| ----- | ------- | ----- |
| 0     | 95 o +  | 4     |
| 12    | 90 a 94 | 20    |
| 12    | 85 a 89 | 24    |
| 12    | 80 a 84 | 28    |
| 32    | 75 a 79 | 52    |
| 36    | 70 a 74 | 28    |
| 32    | 65 a 69 | 68    |
| 32    | 60 a 64 | 28    |
| 44    | 55 a 59 | 28    |
| 56    | 50 a 54 | 64    |
| 84    | 45 a 49 | 72    |
| 100   | 40 a 44 | 100   |
| 96    | 35 a 39 | 76    |
| 84    | 30 a 34 | 72    |
| 100   | 25 a 29 | 88    |
| 56    | 20 a 24 | 60    |
| 120   | 15 a 19 | 108   |
| 84    | 10 a 14 | 96    |
| 100   | 5 a 9   | 80    |
| 64    | 0 a 4   | 56    |

## Economia
El 2007 la població en edat de treballar era de 1.654 persones, 1.275 eren actives i 379 eren inactives. De les 1.275 persones actives 1.184 estaven ocupades (627 homes i 557 dones) i 91 estaven aturades (38 homes i 53 dones). De les 379 persones inactives 145 estaven jubilades, 156 estaven estudiant i 78 estaven classificades com a «altres inactius».

### Ingressos
El 2009 a Bécon-les-Granits hi havia 973 unitats fiscals que integraven 2.584 persones, la mediana anual d'ingressos fiscals per persona era de 16.871 €.

### Activitats econòmiques
Dels 127 establiments que hi havia el 2007, 4 eren d'empreses extractives, 2 d'empreses alimentàries, 1 d'una empresa de fabricació de material elèctric, 9 d'empreses de fabricació d'altres productes industrials, 21 d'empreses de construcció, 26 d'empreses de comerç i reparació d'automòbils, 2 d'empreses de transport, 4 d'empreses d'hostatgeria i restauració, 1 d'una empresa d'informació i comunicació, 9 d'empreses financeres, 10 d'empreses immobiliàries, 10 d'empreses de serveis, 22 d'entitats de l'administració pública i 6 d'empreses classificades com a «altres activitats de serveis».
Dels 40 establiments de servei als particulars que hi havia el 2009, 1 era una gendarmeria, 1 oficina de correu, 4 oficines bancàries, 2 tallers de reparació d'automòbils i de material agrícola, 1 taller d'inspecció tècnica de vehicles, 1 autoescola, 6 paletes, 4 guixaires pintors, 3 fusteries, 3 lampisteries, 2 electricistes, 3 perruqueries, 4 veterinaris, 1 restaurant, 3 agències immobiliàries i 1 saló de bellesa.
Dels 6 establiments comercials que hi havia el 2009, 1 era un supermercat, 1 una fleca, 1 una botiga de roba i 3 floristeries.
L'any 2000 a Bécon-les-Granits hi havia 77 explotacions agrícoles que ocupaven un total de 2.470 hectàrees.

## Equipaments sanitaris i escolars
L'únic equipament sanitari que hi havia el 2009 era una farmàcia.
El 2009 hi havia 2 escoles elementals. Bécon-les-Granits disposava d'un liceu d'ensenyament general amb 125 alumnes.

## Poblacions més properes
El següent diagrama mostra les poblacions més properes.